# Мирзакулов, Уммат Маматкулович
Умматкул Маматкулович Мирзакулов (узб. Ummatkul Mamatkulovich Mirzakulov; родился 8 ноября 1943года) — государственный деятель Республики Узбекистан, хоким Ташкентской области (12 января 2000 года — 29 января 2004 года).

## Биография
В 1985 году - первый секретарь Коммунистического райкома КП Узбекистана.
По указу президента Республики Узбекистана Ислама Каримова 12 января 2000 года был назначен хокимом Ташкентской области. Одновременно, в 2000 году стал депутатом Олий Мажилиса 2-го созыва от 170-го Аккурганского округа Ташкентской области.

## Награды
Был награжден орденом «Эл-юрт ҳурмати».